# Elaphoglossum tripartitum
Elaphoglossum tripartitum là một loài dương xỉ trong họ Dryopteridaceae. Loài này được Hook. & Grev. Mickel mô tả khoa học đầu tiên năm 1980.